# Ivans Bugajenkovs
Ivans Bugajenkovs, född 18 februari 1938 i Burlatsky, är en före detta sovjetisk volleybollspelare.
Bugajenkovs blev olympisk guldmedaljör i volleyboll vid sommarspelen 1964 i Tokyo.